# سالار مخملی
سالار مخملی (نام علمی: Tanaecia amisa) نام یک گونه از سرده سالارها است.